# Познание плоти
«Познание плоти» (англ. Carnal Knowledge) — кинофильм режиссёра Майка Николса.

## Сюжет
В фильме рассказывается о двадцатилетнем периоде жизни двух молодых американцев — Джонатана и Сэнди, начиная с их студенческих лет. В 1940-х годах во время обучения в колледже они жили в одной комнате общежития. Начало личной жизни у Джонатана и Сэнди тоже получилось общим — они делили на двоих одну блондинку.

## В ролях
| Актёр         | Роль           |
| ------------- | -------------- |
| Джек Николсон | Джонатан Фёрст |
| Арт Гарфанкел | Сэнди          |
| Кэндис Берген | Сюзан          |
| Рита Морено   | Луиз           |
| Энн-Маргрет   | Бобби          |

## Награды и номинации

### Награды
- 1971 год — премия «Золотой глобус» «Лучшая женская роль второго плана» — Энн-Маргрет за роль Бобби.

### Номинации
- 1971 год — номинация на премию «Оскар» «Лучшая женская роль второго плана» — Энн-Маргрет за роль Бобби.
- 1971 год — номинация на премию «Золотой глобус» «Лучшая мужская роль (драма)» — Джек Николсон — за роль Джонатана.
- 1971 год — номинация на премию «Золотой глобус» «Лучшая мужская роль второго плана» — Арт Гарфанкел за роль Сэнди.